# Лорика сегментата
Лорика сегментата (на латински: lorica segmentata – сегментирана лорика) е наименование за доспехи, използвани предимно в Древен Рим (република и империя).
Изразът „лорика сегментата“ обаче е възникнал чак през 16 век, а древното название не е известно. Използвани са само от легионери и преторианци. Воините от спомагателните войски и кавалерията са обличани в лорика хамата и лорика сквамата.

## Археологически данни
На територията на България е намерена пластина, която вероятно е била част от подобна броня. Тя е случайно открита в северната част на Шуменска област и в началото на 90‑те години на ХХ век е предадена в Шуменския музей. Пластината има трапецовидна форма, изработена е от тънка ламарина от медна сплав, изчукана върху матрица, като от лявата страна са запазени два кръгли отвора за закрепване. Централната част е заета от изпъкнало изображение на жена с шлем на главата. Според системата за тяхната класификация (по Бишоп), тези пластини биха могли да се използват при почти всички типове ризници – плетени, пластинчати и сегментни.

## Експериментална реконструкция
- Реконструктор в римска лорика сегментата
- Инструменти за направа на лорика хамата
- Поправка на лорика хамата